# 茨の木
『茨の木』（いばらのき）は、2012年10月17日に発売された小林幸子のシングル。

## 概要
2012年9月27日に小林幸子が立ち上げた自主レーベル「SACHIKO Premium Records」からリリースされた最初のCDである。なお、「茨の木」は、翌2013年のデビュー50周年記念曲としてさだまさしに依頼していた楽曲であった。初週の売り上げは1890枚で、オリコンチャートの10月29日付週間シングルランキング38位、演歌・歌謡部門2位、インディーズ部門1位を記録した。なお、小林幸子のシングルが演歌・歌謡部門でトップ3入りしたのは7年8か月ぶりのことである。
「茨の木」というタイトルは、さだが2008年に発表した小説と同題である。

## 収録曲
- 全曲作詞・作曲：さだまさし

1. 茨の木
編曲：井上正
2. 道（はないちもんめ）
編曲：井上正
  - 1987年11月10日に発売されたさだまさしのシングル「風に立つライオン」収録曲のカバー。
3. 茨の木（プレミアバージョン）
編曲：小野雄二
  - ウェブ配信が行われておらず、CDのみの収録となる。
4. 茨の木（オリジナル・カラオケ）
5. 道 (はないちもんめ)（オリジナル・カラオケ）

## カバー
- さだまさしのアルバム『第二楽章』(2014年9月10日)収録。さだによるセルフカバー。